# Мелничани
Мелничани (единствено число мелничанин/мелничанка, на гръцки: Μελενικιώτες, меленикиотес) са жителите на град Мелник, България. Това е списък на най-известните от тях.

## Родени в Мелник
А — Б — В — Г — Д –
Е — Ж — З — И — Й –
К — Л — М — Н — О –
П — Р — С — Т — У –
Ф — Х — Ц — Ч — Ш –
Щ — Ю — Я

### А
- Анастасиос Палатидис (1788 – 1848), гръцки учен, лекар
- Анастасиос Полизоидис (1802 – 1873), гръцки революционер и политик

### В
- Василиос Теофанус (1895 – 1984), гръцки композитор и диригент

### Г
- Гайос Лазару (1876 – 1950), гръцки просветен деец
- Георги Лазаров Иконописов (1873 - ?), завършил в 1896 година химия в Берлинския университет[1]
- Георгие Белянски (около 1767 - 8 април 1847), учител, починал в Нови Сад[2]
- Григориос Пазьонис (1887 – 1983), гръцки политик

### Д
- Димитриос Калавакидис, гръцки просветен деец
- Димитър Тилков (1933 – 1981), български учен, филолог

### Е
- Емануил Васкидович (1795 – 1875), български просветен деец

### И
- Иван Анастасов Гърчето (1880 – 1905), български революционер
- Илия А. Антонович (3 май 1843 - 26 юли 1921), търговец, дарител, починал в Белград[3]

### Й
- Йоаким Софийски (? – 1845), софийски митрополит

### К
- Константинос Цопрос (1885 – 1964), гръцки юрист, преводач и писател
- Костас Динос (1908 – 2007), гръцки актьор

### М
- Манасис Илиадис (1730 – 1805), гръцки учен и лекар

### Л
- Лазар Аргиров, български иконописец, един от най-видните представители на Мелнишкото художествено средище през XIX век
- Лазар Теофанов, български просветен деец и революционер

### П
- Петър Тренчев, доброволец в четата на Георги Бабаджанов през Сръбско-българската война в 1885 година[4]
- Петър Янев Панайотов, български революционер, деец и четник на ВМРО. [5]

## С
- Стоян Ильов, доброволец в четата на Георги Бабаджанов през Сръбско-българската война в 1885 година[4]

### Я
- Янко Лазаров, български опълченец, IV опълченска дружина, умрял преди 1918 г.[6]
- Яков Николай, български зограф от XIX век

## Починали в Мелник
- Александър Триандафилидис (1840 – 1894), мелнишки митрополит
- Атанас Василев (1895 - 1925), деец на ВМРО, убит от михайловисткото крило[7]
- Васил Черкезов – Херкулес, Черкеза (? – 1925), български революционер от ВМОРО и ВМРО
- Костадин Попташев (1864 – 1912), български просветен деец
- Прокопий Мелнишки (? – 1891), мелнишки митрополит
- Стоян Гайгуров (1847 – 1912), български църковен деец

## Свързани с Мелник
- Атанас Павлов (поп Ташо) (1822 – 1907), български църковен деец
- Димитър Ангелов (Черешничкият поп) (ок.1830 – 1897), български църковен деец и общественик
- Ивайло Андонов, български футболист
- Кирил V Константинополски, цариградски патриарх, мелнишки митрополит от 1737 до 1745 година
- Константинос Христоманос (1867 — 1911), гръцки писател, драматург, преводач, син на Анастасиос Христоманос от мелнишкия род Христомани
- Костадин Попстоянов (Костадин Калиманцалията) (ок.1836 – 1900), български просветен деец и общественик
- Наталис Емануил Петровиц (1899 – 1971), гръцки учен, по произход от Мелник
- Петрос Занос (1817 – 1884), гръцки политик, по произход от Мелник
- Петрос Спандонидис (1890 – 1944), гръцки писател, по произход от Мелник
- Темелко Хаджиянев (1848 – 1913), български общественик, търговец и книжар
- Яне Сандански, български революционер, освободител на Мелник от османско владичество
- Никола Франгов Андонов, български революционер, деец и местен ръководител на ВМРО. [8]
- Борис Манолов Витанов, кмет на гр. Мелник през 1935 год. [9]